# まさめや
株式会社まさめや（英: Masameya Inc.）は、キャラクターグッズ等の企画・製造・販売を行う日本の企業である。

## 概要
キャラクターグッズの製造・販売を行うエンターテインメント企業。キャラクターフレグランス専門店「primaniacs」、キャラクターティーサロン「銀色猫喫茶室」を運営。
東京・銀座に「primaniacs銀座本店」「銀色猫喫茶室銀座本店」を構え、自社商品を中心に販売を行っている。

## 沿革
- 2010年4月 - 株式会社まさめや設立
- 2015年4月 - primaniacsオープン[2]
- 2020年2月 - 銀色猫喫茶室オープン[3]